# Home llarg de Wilmington
L'Home llarg de Wilmington (en anglés, Long Man of Wilmington) és una figura en un turó situat a la rodalia de Wilmington, East Sussex, Anglaterra, al vessant del pujol de Windover Hill, a 20 km al nord-oest de la ciutat d'Eastbourne.
És una de les dues figures de turó antropomòrfiques que hi ha a Anglaterra. L'altra és el Gegant de Cerne Abbas.

## Descripció

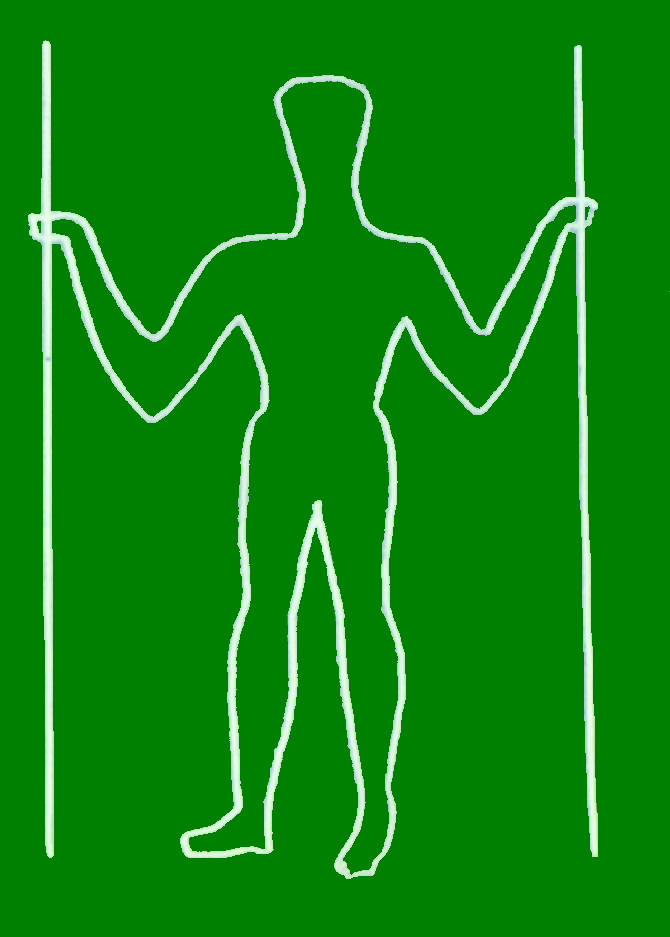
Disseny de l'Home llarg de Wilmington

L'Home llarg de Wilmington fa 69 m d'alçada. És la silueta esquemàtica d'un home prim que sosté a banda i banda el que semblen dos bastons o llances, una a la mà esquerra i l'altra a la dreta. Està dissenyat per ser vist en proporció des de la base del turó. En canvi, vist des de dalt sembla exageradament allargat (d'ací el seu nom).

## Origen

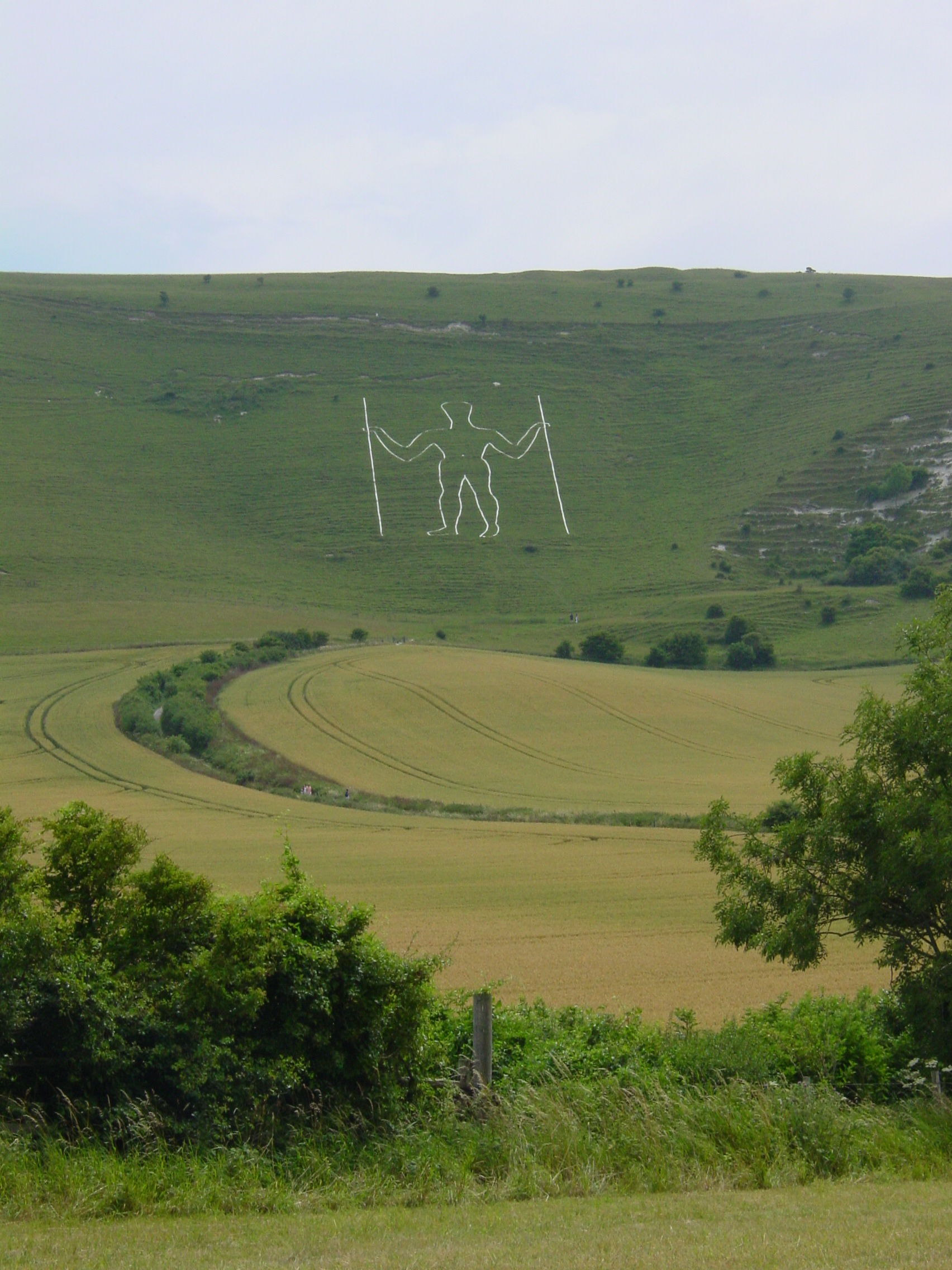
L'Home llarg vist des de baix

L'origen i finalitat de la figura són encara hui desconeguts. Els treballs arqueològics efectuats per la Universitat de Reading indiquen que data del s. XVI o el XVII.

## Història
El registre més primerenc on s'esmenta la figura és de 1710 i és obra del topògraf John Rowley. Més tard, el filantrop escocés William Burrell feu un dibuix de la figura durant una visita a Wilmington. Aquest dibuix suggereix que antigament la figura tenia trets facials, a més d'un rasclet i una dalla a cada mà (més curts que els bastons actuals) i un cap en forma de casc, per això el seu disseny originari era més complex del que és hui.
Fins al 1874, l'Home llarg de Wilmington només era visible després d'una lleugera nevada i sota certes condicions de llum (a l'alba o al capvespre). Aquell any el rector W. de St. Croix marcà els límits de la figura amb rajoles grogues. Sembla que aquest procés de restauració distorsionà la posició del peu i eliminà uns suposats genitals de l'Home llarg, però no n'hi ha proves.
El 1925, l'Home llarg de Wilmington passà a propietat del Sussex Archaeological Trust (actual Sussex Archaeological Society) del duc de Devonshire. Durant la II Guerra Mundial el pintaren de verd per impedir que l'aviació alemanya l'utilitzara com a punt de referència.
Tot i que no té un origen prehistòric, romà ni celta, sinó molt posterior, l'Home llarg de Wilmington és venerat per grups neopagans que fan cerimònies en la rodalia.

## En la cultura popular
L'Home llarg de Wilmington apareix en el còmic The Sandman de Neil Gaiman, concretament en el capítol titulat "Somni d'una nit d'estiu". Allí el seu nom és Wendel i guarda un portal que uneix el món real i el de Faerie.